# Notolister colettae
Notolister colettae är en skalbaggsart som beskrevs av Yves Gomy 1978. Notolister colettae ingår i släktet Notolister och familjen stumpbaggar. Inga underarter finns listade i Catalogue of Life.